# Ludwigsthal (Gemeinde Gmünd)
Ludwigsthal ist eine Rotte in der Stadtgemeinde Gmünd im Bezirk Gmünd in Niederösterreich.

## Geografie
Die heutige Ortslage mit einem Jagdhaus befindet sich im Hartlwald nördlich von Eibenstein und wurde als Holzfällersiedlung gegründet. Ludwigsthal ist nur vom westlich liegenden Kleineibenstein erreichbar.
Am 1. April 2020 umfasste die Rotte 3 Adressen. Die Gebäude werden als Forstverwaltung genutzt.

## Geschichte
Die Lage war im beginnenden 19. Jahrhundert vermutlich noch unbebaut. In der Franzisco-Josephinischen Landesaufnahme aus der 2. Hälfte des 19. Jahrhunderts sind der Ort und die ehemalige Glashütte vermerkt. Diese wurde 1840 errichtet und war bis 1875 in Betrieb. Im Rahmen der Niederösterreichischen Kommunalstrukturverbesserung trat im Jahr 1972 die damalige Gemeinde Eibenstein, bestehend aus Breitensee, Grillenstein  Großeibenstein, Kleineibenstein und Ludwigsthal, der Stadtgemeinde Gmünd bei.

## Sehenswürdigkeiten
Die Tanzbuche, eine monumentale Rotbuche, befindet sich im weiteren Verlauf des Tales (⊙). Sie ist rund 35 Meter hoch und hat einen Stammumfang von mehreren Metern. Ihr Alter wird auf an die 300 Jahre geschätzt. Seit 1927 ist die Tanzbuche ein Naturdenkmal (Listeneintrag).